# Becker + Flöge
Becker + Flöge (Eigenschreibweise becker + flöge) ist ein familiengeführtes niedersächsisches Augenoptikunternehmen mit 36 Fachgeschäften (Stand 2025) in Niedersachsen und Nordrhein-Westfalen. Unternehmensschwerpunkt ist der Verkauf von Brillen, Kontaktlinsen, vergrößernden Sehhilfen, Hörgeräten und astronomischen Instrumenten. Becker + Flöge zählt mit zu den größten Augenoptikunternehmen in Deutschland. Sitz der Gesellschaft ist die Lister Meile 3 in Hannover. (Lage)
Das Unternehmen beschäftigt etwa 280 Mitarbeiter in 36 Fachgeschäften. 20 Optiker sind im handwerklichen Bereich der Zentralwerkstatt tätig. Das Unternehmen bildet neben der Augenoptik auch regelmäßig Kaufleute für Büromanagement aus und seit 2018 den Beruf des Kaufmanns für E-Commerce. Neben der Lehrlingsausbildung und einer Förderung für die Meisterschule bietet Becker + Flöge auch interne Seminare für Fach- und Führungskräfte sowie Schulungen für die Auszubildenden an.

## Geschichte

### W. L. Becker

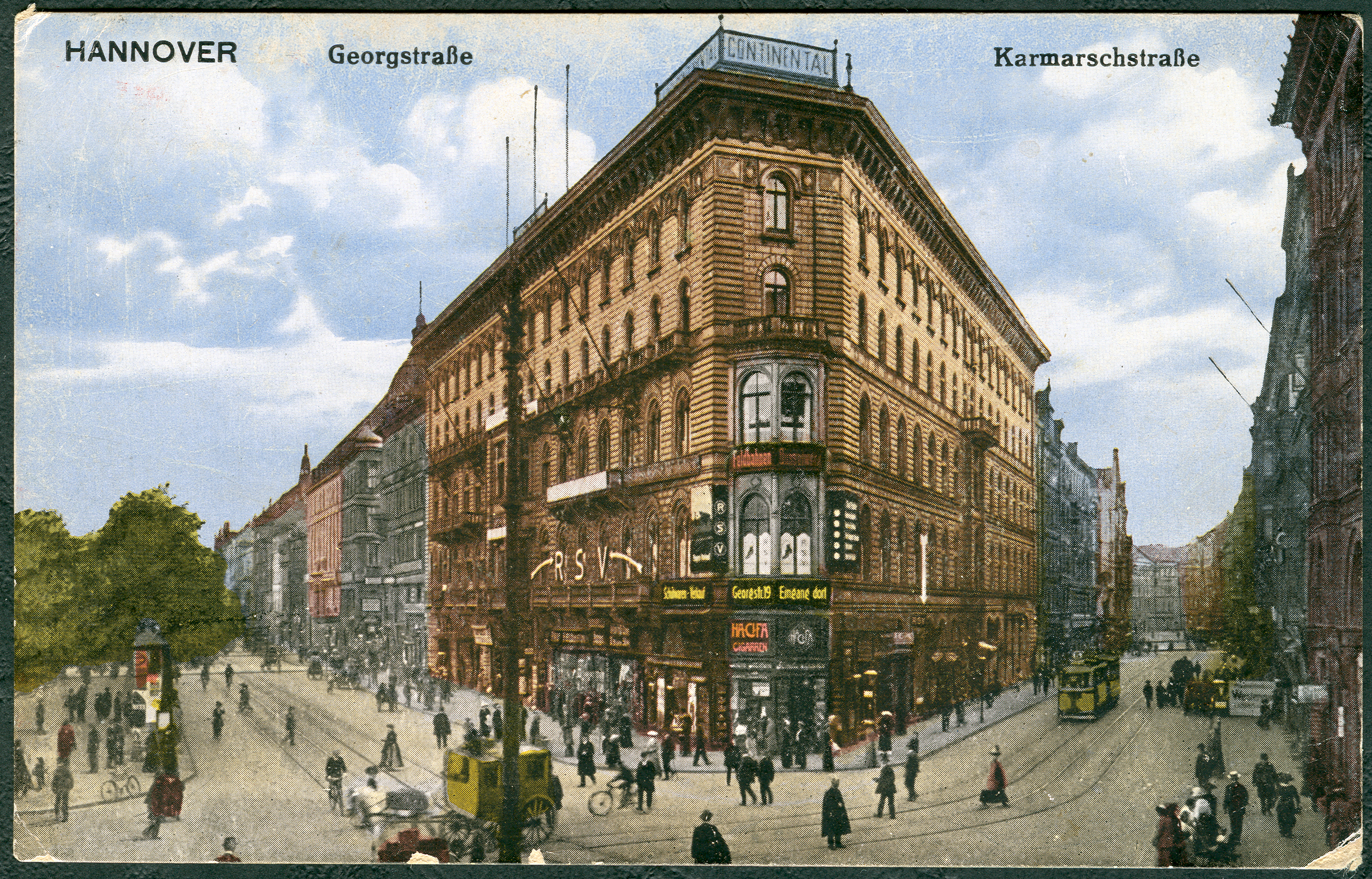
Das Haus Continental in der Georgstraße Ecke Karmarschstraße wurde 1891 zum Hauptsitz des Hofoptikers
kolorierte Ansichtskarte Nummer 145, anonymer Fotograf, um 1900

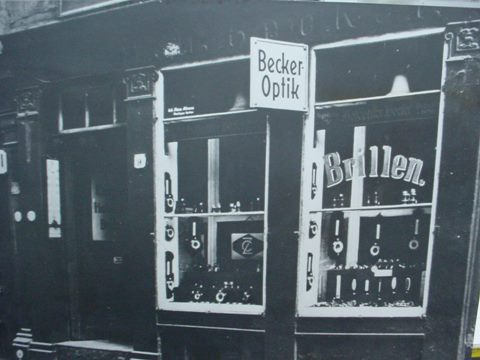
Fassade eines der ersten Optikfachgeschäfte von W. Ludwig Becker – Becker Optik

Nachdem W. Ludwig Becker (* 18. August 1807 in Hameln; † 9. August 1882 in Hannover) am 8. April 1823 seine berufliche Laufbahn als Optiker begonnen hatte, gründete er am 11. November 1836 in Hannover ein eigenes „optisches Institut“ im Haus Dammstraße 9. Rund ein Jahrzehnt später wurde ihm im späteren Bohlendamm am Leineschloss lag, im Jahr 1846 durch König Ernst August I. von Hannover der Titel eines Hofmechanikers und -optikers verliehen.
Mehr als eine Generation später – im Angebot führte Becker damals „Perspektive, Lorgnetten, Brillen“, meteorologische Instrumente und dergleichen – gab Ludwig Becker, der Sohn des Unternehmensgründers, seine Stellung bei dem Hofoptiker Eduard Petitpierre in Berlin auf, um im Oktober 1876 für seinen Vater die Führung des Familienunternehmens zu übernehmen. Am 1. Januar 1882 wurde auch er von Prinz Albrecht von Preußen zum Hofoptiker ernannt. 1891 eröffnete er ein neues Hauptgeschäft – unter Beibehaltung des Stammhauses in der Dammstraße – im Haus Continental unter der damaligen Adresse Georgstraße 20.
Der spätere Inhaber Hans Ahrens gründete Niederlassungen in Hameln sowie in Springe. Das Hauptgeschäft in der Georgstraße wurde während des Zweiten Weltkriegs durch die Luftangriffe auf Hannover am 8./9. Oktober 1943 völlig zerstört. Wenige Jahre wurde es an gleicher Stelle wieder aufgebaut, nun im sogenannten „Conti-Block“.

### A. Flöge

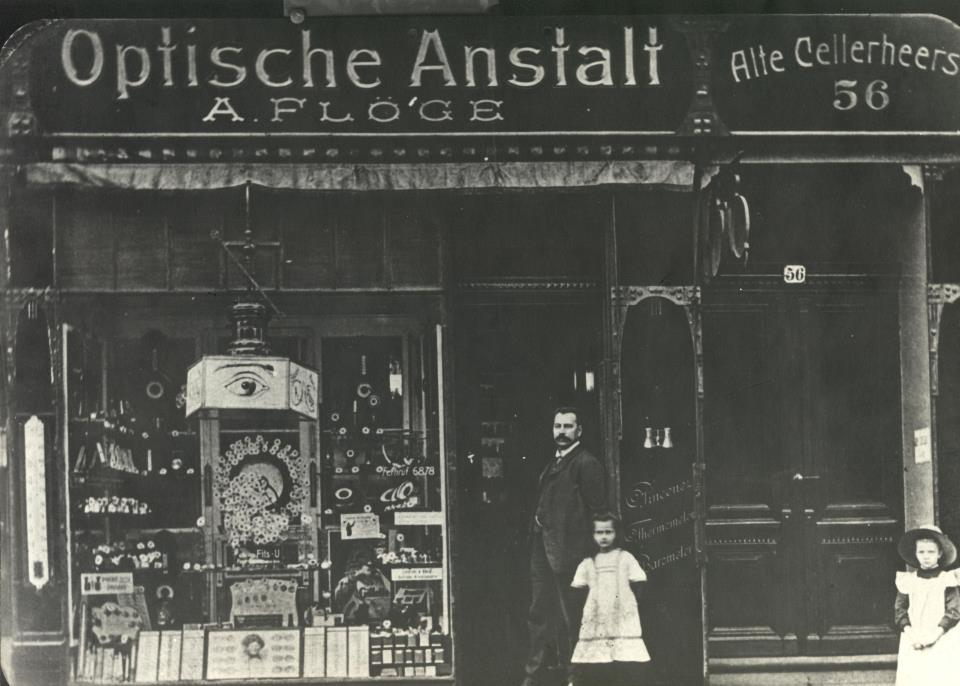
Am 27. Oktober 1893 Gründung von „A. Flöge, Optisches Augeninstitut“

Am 27. Oktober 1893 gründete der Diplom-Optiker August Flöge (* 14. Juli 1864 in Hannover; † 19. Mai 1905 ebenda) das „A. Flöge, Optisches Augeninstitut“ an der Alten Celler Heerstraße 56 in Hannover, der späteren Lister Meile.
Am 1. August 1908 gliederte sein Nachfolger Richard Giesecke dem Geschäft eine Spezialabteilung für Fotoapparate und Zubehör an und bot die Übernahme fotografischer Arbeiten als Dienstleistung an. Während des Ersten Weltkrieges wurde die Firma Lieferant von Brillen und Feldstechern für das Deutsche Heer.
Zum 1. Juli 1924 wurde an der Georgstraße 4 am Steintor eine erste Filiale eröffnet. Im Jahre 1933 wurde die Filiale in das Gebäude des Hotels Rheinischer Hof an der Bahnhofstraße verlegt.
Während des Zweiten Weltkrieges wurde durch Fliegerbomben zuerst das Geschäft an der Bahnhofstraße, danach das Hauptgeschäft sowie der einige Häuser weiter eingerichtete Ausweichbetrieb zerstört.
Noch 1945 wurde der Betrieb an der Bahnhofstraße notdürftig wieder aufgenommen, erst nach der Währungsreform 1948 wurde das Unternehmen wieder funktionsfähig.

### Becker + Flöge
1958 trat Dieter Flöge († im März 2008) in das Familienunternehmen ein und fusionierte es ab 1962 mit dem Familienunternehmen W. Ludwig Becker, wobei beide Firmen je vier Standorte in die neue Firma Becker + Flöge einbrachten. Diese wurde von Dieter Flöge bis zu seinem Ruhestand 1998 geführt. Bei seinem Ausscheiden zum 1. Januar 1998 galt Becker + Flöge als eines der größten familiengeführten augenoptischen Filialunternehmen. In der Folge übernahmen Katja Flöge, die Urenkelin des Firmengründers, und ihr Ehemann Michael Thöne-Flöge die Leitung des Familienunternehmens.
Nachdem die Übernahme des alteingesessenen hannoverschen Unternehmens Optiker Postleb bereits im Jahre 1968 erfolgt war, stieg Becker + Flöge in die Reihe der „Top Ten der deutschen Augenoptiker“ auf und entwickelte sich wie folgt weiter:
Im Jahr 1974 erfolgte die Fusion mit Optiker Klemkow aus Neustadt am Rübenberge, die Übernahmen der Wunstorfer Firma Grohmann und des Optikers Jordan in Hannover  sowie die Umfirmierung in Becker + Flöge GmbH. Der 1982 übernommene Optiker Staude in Hannover (gegründet 1911) wird heute noch unter dem traditionellen Namen geführt. Im Laufe der Jahre übernahm Becker + Flöge zahlreiche weitere Unternehmen: in Hannover Brillen Genser (1984) und Brillen Schmidt (1998), in Hildesheim Optiker Kleinschmidt (1987), Schneefuß-Optic in Bad Bevensen (2005), Optiker Lassen in Uelzen (2014), Fingberg Optik in Bielefeld (2015), Optik Schmerschneider in Wolfsburg-Fallersleben (2018) und Optik Hasenfuß in Bad Münder (2021). 
Hinzu kamen zahlreiche Neueröffnungen. Nach der Eröffnung eines Fachgeschäftes in Braunschweig im Jahr 1986 folgten dort weitere Eröffnungen in den Schloss-Arkaden (2007) und im Weißen Ross (2016). Weitere Fachgeschäfte wurden in Helmstedt (2002), in der Ernst-August-Galerie in Hannover (2008), in den Schlosshöfen in Oldenburg (dauerhaft geschlossen, seit 2025) und im Leine Einkaufszentrum in Laatzen (beide 2011), im City Center in Langenhagen (2012), im Forum Herrenhäuser Markt in Hannover (2016), im Loom Bielefeld (2017) sowie in Bad Nenndorf (2023) eröffnet. Im Jahr 2024 folgten die Geschäftsübergaben von Baier Optik und Akustik in Bremerhaven sowie Kamp Optik in Braunschweig. Im selben Jahr wurde ein neues Fachgeschäft in Wennigsen eröffnet.
2012 errang Becker und Flöge mit 17,6 Mill. Euro Rang 9 der umsatzstärksten Optiker-Filialisten in Deutschland mit 25 Filialen,  2017 war das Unternehmen mit 21 Millionen Euro auf Rang 14 der umsatzstärksten Optiker-Filialisten in Deutschland mit 30 Filialen. 2018 war das Unternehmen erstmals seit vielen Jahren nicht mehr in den Top 15 nach Umsatz.

## Opticland
Opticland ist ein Einkaufsverbund für Augenoptik und Hörakustik. Als Gründungsmitglied und langjähriger Verwaltungsratsvorsitzender der Optiker-Einkaufsgemeinschaft engagierte sich Dieter Flöge nicht nur für Becker + Flöge, sondern auch in diversen Stiftungen und bei gemeinnützigen Veranstaltungen. Heute fungiert Michael Thöne-Flöge als Verwaltungsratsvorsitzender der Opticland Einkaufsgemeinschaft.